# Danny McFarlane

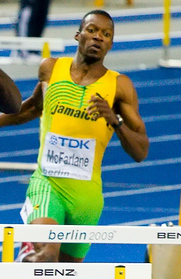
Danny McFarlane bei den Weltmeisterschaften 2009

Danny McFarlane (* 14. Juni 1972 im Saint Mary Parish) ist ein ehemaliger jamaikanischer Leichtathlet, der bei fünf aufeinanderfolgenden Weltmeisterschaften eine Medaille mit der 4-mal-400-Meter-Staffel gewinnen konnte.

## Leben
Bis 2002 war McFarlane ein 400-Meter-Läufer mit einer Bestzeit von 44,90 s aus dem Jahr 1995, der nur selten ein großes Finale erreichte. Er wurde Achter bei den Olympischen Spielen 2000 und Dritter bei den Hallenweltmeisterschaften 2001.
2003 wechselte McFarlane zum 400-Meter-Hürdenlauf und wurde bei den Weltmeisterschaften Vierter. Bei den Olympischen Spielen 2004 gewann er in 48,11 s die Silbermedaille hinter Félix Sánchez aus der Dominikanischen Republik. Im Halbfinale hatte er mit 48,00 s seine persönliche Bestzeit aufgestellt.
Bei den Weltmeisterschaften 2007 wurde McFarlane Fünfter, bei den Olympischen Spielen in Peking Vierter und im Jahr darauf bei den Weltmeisterschaften in Berlin Sechster.
Danny McFarlane hatte bei einer Körpergröße von 1,84 m ein Wettkampfgewicht von 75 kg. 2012 beendete er seine Karriere.

## Erfolge mit der Staffel
- 1993 Platz 7 Weltmeisterschaften
- 1995 Platz 2 Weltmeisterschaften
- 1997 Platz 3 Weltmeisterschaften
- 1999 Platz 4 Hallenweltmeisterschaften
- 1999 Platz 2 Weltmeisterschaften
- 2000 Platz 3 Olympische Spiele
- 2001 Platz 3 Hallenweltmeisterschaften
- 2001 Platz 3 Weltmeisterschaften
- 2003 Platz 2 Hallenweltmeisterschaften
- 2003 Platz 2 Weltmeisterschaften

Bei den Panamerikanischen Spielen 1999 gewann McFarlane mit der jamaikanischen Staffel seine einzige Goldmedaille.